# Andrea Vascotto
Andrea Vascotto (Arezzo, 21 settembre 1971) è un ex calciatore italiano, di ruolo centrocampista.

## Carriera
Mediano, esordisce in Serie A il 9 settembre 1990 in Roma-Fiorentina (4-0). Complessivamente vanta 6 presenze nella massima serie con i viola, con un gol all'attivo nella partita contro il Foggia di Zeman.
Nel 1993 si trasferisce alla Reggina, ma nel mese di settembre dello stesso anno è costretto ad abbandonare l'attività agonistica a soli 23 anni a causa di riscontrati problemi cardiaci.